# Cody Marshall
Cody B. Marshall (Randolph, 15 novembre 1982) è un ex sciatore alpino statunitense.
È fratello di Jesse e Chelsea, anche loro sciatori della nazionale statunitense.

## Biografia
Marshall, slalomista originario di Pittsfield, debuttò in gare FIS il 15 dicembre 1997 giungendo 76º nello slalom gigante tenutosi sul tracciato di Stowe negli Stati Uniti. In Nor-Am Cup esordì il 1º gennaio 1999 nello slalom gigante di Whiteface Mountain, giungendo 35º, e colse il primo podio il 6 gennaio 2005 a Sunday River piazzandosi 2º in slalom speciale, la specialità nella quale avrebbe in seguito ottenuto tutti i principali piazzamenti della sua carriera. Il 22 gennaio seguente debuttò anche in Coppa Europa, piazzandosi 42º a La Plagne.
Il 25 febbraio 2007 disputò la sua prima gara in Coppa del Mondo, a Garmisch-Partenkirchen, senza qualificarsi per la seconda manche. L'anno dopo, il 5 gennaio 2008, colse a Sunday River la sua unica vittoria in Nor-Am Cup. L'indomani, 6 gennaio, salì per l'ultima volta sul podio nel circuito continentale nordamericano (3º), mentre il 12 gennaio ottenne a Wengen il suo miglior piazzamento in Coppa del Mondo: 19º.
Il 20 febbraio 2009 colse il suo unico podio in Coppa Europa (2º a Monte Pora) e il 1º marzo successivo partecipò alla sua ultima gara di Coppa del Mondo, a Kranjska Gora, senza qualificarsi per la seconda manche. Si congedò dalle competizioni in occasione di una gara FIS disputata a Killington il 3 aprile dello stesso anno. In carriera non prese parte né a rassegne olimpiche né iridate.

## Palmarès

### Coppa del Mondo
- Miglior piazzamento in classifica generale: 120º nel 2008

### Coppa Europa
- Miglior piazzamento in classifica generale: 45º nel 2009
- 1 podio:
  - 1 secondo posto

### Nor-Am Cup
- Miglior piazzamento in classifica generale: 5º nel 2008
- Vincitore della classifica di slalom speciale nel 2007 e nel 2008
- 6 podi:
  - 1 vittoria
  - 2 secondi posti
  - 3 terzi posti

#### Nor-Am Cup - vittorie
| Data           | Località     | Paese       | Specialità |
| -------------- | ------------ | ----------- | ---------- |
| 5 gennaio 2008 | Sunday River | Stati Uniti | SL         |

Legenda:

SL = slalom speciale

### South American Cup
- Miglior piazzamento in classifica generale: 24º nel 2005
- 3 podi:
  - 1 vittoria
  - 1 secondo posto
  - 1 terzo posto

#### South American Cup - vittorie
| Data             | Località    | Paese | Specialità |
| ---------------- | ----------- | ----- | ---------- |
| 5 settembre 2004 | El Colorado | Cile  | GS         |

Legenda:

GS = slalom gigante

### Campionati statunitensi
- 4 medaglie[3]:
  - 1 argento (slalom speciale nel 2008)
  - 3 bronzi (slalom speciale nel 2006; slalom gigante nel 2007; slalom speciale nel 2009)